# Handa, Aichi
Handa (半田市 Handa-shi, Bán Điền) là một thành phố thuộc tỉnh Aichi, Nhật Bản,

## Lịch sử
Thành phố được thành lập vào ngày 1 tháng 10 năm 1937.

## Thành phố kết nghĩa
- Port Macquarie, Úc.
- Từ Châu, Trung Quốc[1]

## Người nổi tiếng
Tác gia nổi tiếng Niimi Nankichi sinh tại Handa năm 1913.